# علي عفيفي علي غازي
علي عفيفي علي غازي (مواليد 15 فبراير 1979) هو كاتب وصحفي وأكاديمي مصري. تخصص في الكتابات التاريخية خاصة عن الجزيرة العربية والخليج العربي.

## تعليمه
تخرج عام 1999 من جامعة الإسكندرية حاصلًا على ليسانس الآداب في التاريخ، وحصل عام 2001 على دبلوم الدراسات العليا التمهيدي للماجستير في التاريخ الحديث والمعاصر من جامعة الإسكندرية أيضًا. حصل على درجة الماجستير عام 2009 في الآداب من قسم التاريخ والآثار المصرية والإسلامية بكلية الآداب جامعة الإسكندرية، شعبة التاريخ الحديث والمعاصر، وكان موضوع البحث «أثر الصراع المصري العثماني في الجزيرة العربية والشام على العراق (1831- 1841)». حصل على درجة الدكتوراه في الآداب عام 2014.

## حياته العملية
بدأ العمل عام 1999 أمينًا لمكتبة نادي الأمل للمسنين بمدينة شبراخيت بمحافظة البحيرة في مصر. ثم بدأ حياته الصحفية من خلال جريدة أخبار البحيرة والأقاليم بعمله محررًا بها عام 2002، ثم أصبح مديرًا لعام عام 2004 وحتى عام 2007. عُين مديرًا لمكاتب جريدة الشرق العربي المصرية. عين كذلك مشرفًا عامًا على جريدة أخبار كفر الشيخ عام 2008.
في رمضان عام 2021، انطلقت سلسلة حلقات «سحور مع مؤلف» من تنظيم الملتقى القطري للمؤلفين، وقدّمها علي عفيفي.

## مؤلفاته
| م  | العمل                                                                    | عام الإصدار | الناشر                                                   | عدد الصفحات | رقم تعريفي                                                  | مراجع                |
| -- | ------------------------------------------------------------------------ | ----------- | -------------------------------------------------------- | ----------- | ----------------------------------------------------------- | -------------------- |
| 1  | نخيل الخليج العربي في دليل لوريمر                                        | 2015        | دار الرافدين للطباعة والنشر والتوزيع                     | 383         | (ردمك 9780994096647)                                        | [ 8 ]                |
| 2  | الصراع الاجنبي على العراق والجزيرة العربية                               | 2015        | دار الرافدين للطباعة والنشر والتوزيع                     | 248         | (ردمك 9780994096616، وردمك 0994096615)                      | [ 9 ] [ 10 ]         |
| 3  | الجزيرة العربية والعراق في إستراتيجية محمد علي                           | 2016        | دار الرافدين للطباعة والنشر والتوزيع                     | 352         | (ردمك 9781988295107، وردمك 9796500280400، وردمك 1988295106) | [ 11 ]               |
| 4  | بدو العراق والجزيرة العربية بعيون الرحالة                                | 2016        | دار الرافدين للطباعة والنشر والتوزيع                     | 341         | (ردمك 3330972688، وردمك 9783330972681)                      | [ 12 ]               |
| 5  | الطريق إلى سايكس بيكو، الحرب العالمية الأولى بعيون عربية                 | 2016        | مركز الجزيرة للدراسات                                    |             |                                                             | [ 13 ]               |
| 6  | الخط العربي في كتابات الرحالة الغربيين                                   | 2017        | المجلة العربية، السعودية                                 | 127         | (ردمك 9786038204313، وردمك 6038204318)                      | [ 14 ] [ 15 ]        |
| 7  | الصراع المصري العثماني والتوازن الدولي في ثلاثينات القرن التاسع عشر      | 2017        | قنديل للطباعة والنشر والتوزيع                            | 222         | (ردمك 9789948495468، وردمك 9948495462)                      | [ 16 ]               |
| 8  | الصراع المصري العثماني وتوازن القوى الدولي في ثلاثينيات القرن التاسع عشر | 2017        | قنديل للطباعة والنشر والتوزيع                            |             |                                                             | [ 13 ]               |
| 9  | سفن الغوص على اللؤلؤ في الخليج العربي                                    | 2017        | مركز الراية للطباعة والنشر                               |             |                                                             | [ 13 ]               |
| 10 | كتابات الرحالة مصدر تاريخي                                               | 2018        | المجلة العربية، السعودية                                 | 116         |                                                             | [ 17 ] [ 18 ] [ 19 ] |
| 11 | دراسات تاريخية وسياسية متنوعة: مصر والمجر                                | 2019        | سنابل الكتاب للنشر                                       |             |                                                             | [ 13 ]               |
| 12 | بدو العراق والجزيرة العربية بعيون غربية                                  | 2019        | مركز التاريخ العربي للنشر                                |             |                                                             | [ 13 ]               |
| 13 | كتابات الرحالة حول مجتمع البدو في العراق والجزيرة العربية                | 2020        | مؤسسة محمد بن راشد آل مكتوم للمعرفة قنديل للطباعة والنشر | 272         | (ردمك 9789948350026)                                        | [ 20 ]               |
| 14 | الشيخ سلطان القاسمي مؤسس الشارقة الحديثة                                 | 2020        | دار صفحات للدراسات والنشر                                | 268         | (ردمك 9789933572716)                                        | [ 21 ]               |
| 14 | رؤية الرحالة للمرأة البدوية في العراق والجزيرة العربية                   | 2020        | مركز طروس للنشر والتوزيع                                 | 191         |                                                             | [ 22 ]               |
| 15 | تطور مناهج البحث في الدراسات التاريخية                                   | 2020        | دار زكريت للنشر والتوزيع                                 |             |                                                             | [ 13 ]               |
| 17 | أدب الرحلة جدلية الأنا والآخر في عالم متغير                              | 2020        | المركز المغربي للاستثمار الثقافي وكنوز المعرفة للنشر     |             |                                                             | [ 13 ]               |
| 18 | الأرمن في كتابات الرحالة                                                 | 2020        | دار النهضة العربية                                       | 249         | (ردمك 6144428879، وردمك 9786144428870)                      | [ 23 ] [ 24 ] [ 25 ] |
| 19 | الشارقة في كتابات الرحالة الغربيين                                       | 2020        | مركز طروس للنشر والتوزيع                                 |             |                                                             | [ 26 ]               |
| 20 | النقوش والكتابات في كتابات الرحالة الغربيين                              | 2021        | دار خطوط وظلال للنشر والتوزيع                            | 380         | (ردمك 9789923402191)                                        | [ 27 ]               |

## روابط خارجية
- صفحته على موقع الاتحاد الدولي للغة العربية
- كتاباته على موقع حراء
- كتاباته على موقع مركز جمال بن حويرب للدراسات
- كتاباته على موقع دار الفكر
- كتاباته على موقع مجلة البيان